# 158899 Malloryvale
158899 Malloryvale este un asteroid din centura principală de asteroizi.

## Descriere
158899 Malloryvale este un asteroid din centura principală de asteroizi. A fost descoperit pe 17 august 2004 la Wrightwood de James Whitney Young. Asteroidul prezintă o orbită caracterizată de o semiaxă mare de 2,36 ua, o excentricitate de 0,15 și o înclinație de 3,8° în raport cu ecliptica.